# George W. Towns
George Washington Napoleon Bonaparte Towns (Contea di Wilkes, 4 maggio 1801 – Macon, 15 luglio 1854) è stato un politico statunitense.
Uno dei politici di riferimento del movimento secessionista, gli è dedicata la contea di Towns.

## Biografia

### Origini
Figlio di John Towns e Margaret Hardwick, originali della Virginia, trascorse l'infanzia in Georgia per poi trasferirsi con la famiglia in Alabama. La famiglia Towns aprì una taverna a Montgomery, permettendo al giovane George di intraprendere gli studi di legge e diventare avvocato.
Datosi anche all'editoria e fondato il quotidiano The Alabama Journal, nel 1826 si sposò con Margaret Campbell; la moglie, già gravemente malata, morì pochi giorni dopo, e Towns, devastato dal dolore, decise di abbandonare l'Alabama per tornare nella nativa Georgia, divenendo uno dei coloni fondatori della città di Talbotton.

### Un politico focoso
Dal 1829 fu coinvolto in politica, entrando a far parte del Partito Democratico di Andrew Jackson, divenendo avversario di John Calhoun. Quando il governo georgiano cominciò ad espropriare le terre dei Cherokee Towns si dichiarò contrario, ritenendo che fosse una forzatura contro gli accordi già presi dal governo federale.
Nel 1835 fu eletto una prima volta alla Camera dei Rappresentanti, ma rassegnò le dimissioni l'anno successivo a causa della prospettata vittoria di Martin Van Buren alle elezioni presidenziali di quell'anno. Nonostante la posizione difficile in cui aveva lasciato i democratici, Towns venne comunque subito rieletto per un altro mandato.
Alla scadenza del suo secondo mandato nel 1839 non si ricandidò, e tornò per alcuni anni a Talbotton per esercitare l'avvocatura. Quando però la città venne inclusa nel nuovo 3º distretto elettorale georgiano colse l'occasione per farsi rieleggere alla Camera dei Rappresentanti. Durante il suo terzo mandato fu un sostenitore del presidente degli Stati Uniti James Polk e soprattutto della dottrina del Destino Manifesto.
Durante il suo mandato tuttavia l'elettorato di Talbotton ebbe una svolta conservatrice, e l'anno successivo Towns venne sconfitto dal candidato del Partito Whig.

### Governatore della Georgia
George Towns era comunque ormai un politico di rilievo all'interno della Georgia, tanto da divenire il candidato democratico alle elezioni governatoriali del 1847. Sconfitto il candidato whig Duncan L. Clinch, Towns divenne il 39º governatore della Georgia.
Durante il suo mandato si mostrò un forte sostenitore dell'autonomia degli Stati, sostenendo anche la secessione in caso di estrema necessità. Rieletto nel 1849, si occupò specialmente della costruzione di ospedali e dell'apertura del sistema educativo anche ai più poveri, facendo anche passare una legge che rendeva totalmente libera la candidatura alla posizione di governatore (mentre prima solo i proprietari terrieri potevano concorrere).
Nel 1850, date le montanti tensioni col governo centrale, Towns convocò una convenzione a Milledgeville per paventare la secessione, ma i moderatori (ironicamente i futuri secessionisti di riferimento Howell Cobb, Alexander H. Stephens e Robert Toombs) optarono per mediare con Washington, possibilmente ritardando la guerra civile americana di un decennio. Deluso, il governatore decise di non ricandidarsi per le imminenti nuove elezioni.

### Ultimi anni e morte
Una volta ritiratosi nel 1851 Towns si trasferì a Macon, dove riprese il mestiere legale e comprò una grande piantagione di cotone, divenendo proprietario di decine di schiavi. Nel 1852 tuttavia fu colpito da un ictus e non si riprese più, morendo due anni più tardi.